# Aile Gabriel

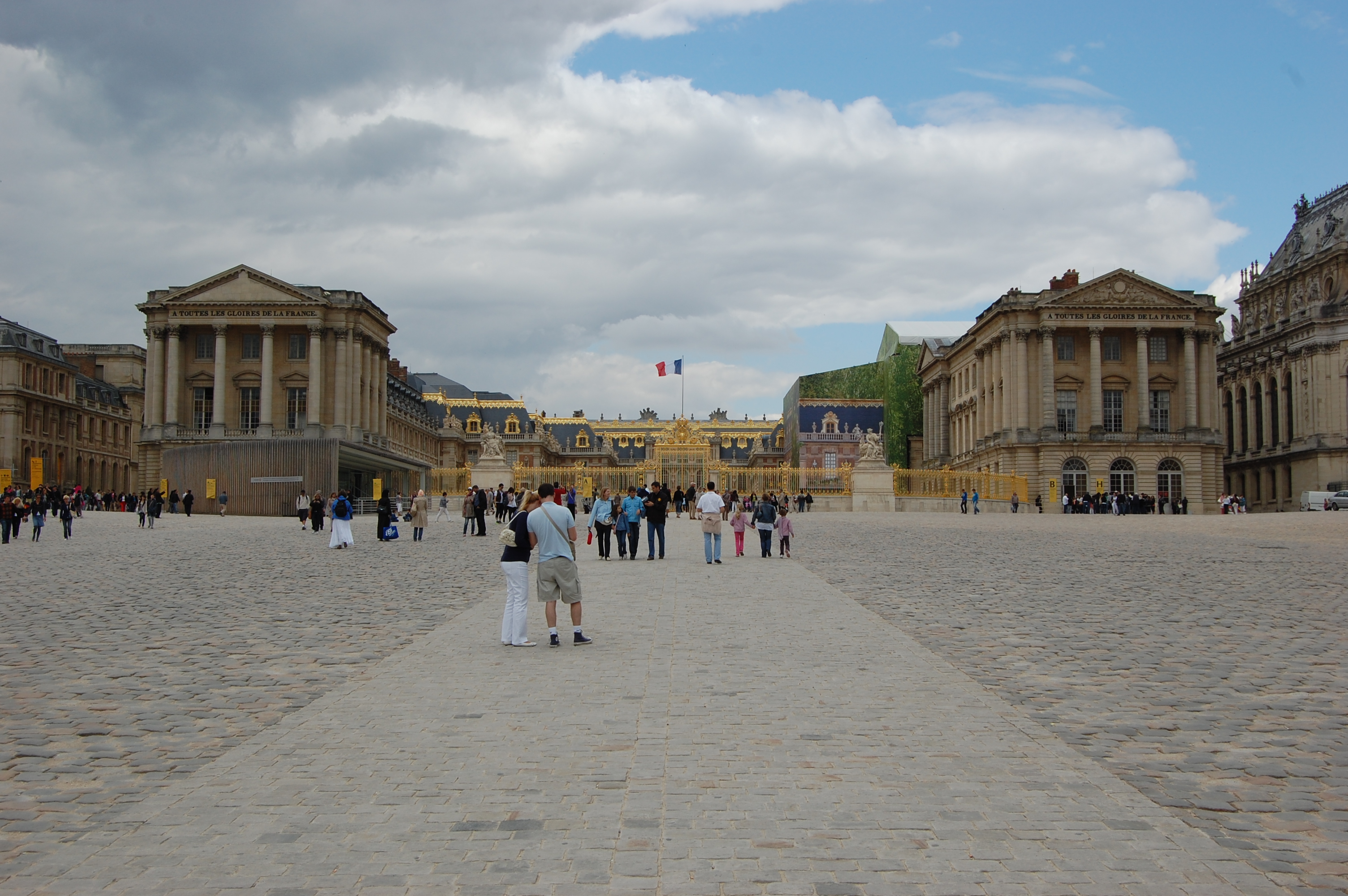
Veduta della facciata della reggia: la cour royale è inquadrata da due architetture neoclassiche di cui quella a destra à l'aile Gabriel, mentre quella a sinistra è il pavillon Dufour.

L’aile Gabriel è una costruzione della Reggia di Versailles costruita sotto Luigi XV dall'architetto Ange-Jacques Gabriel. Situata tra la cour d'Honneur e la cappella, essa costituisce uno dei punti di entrata dei visitatori al complesso della reggia. Al suo interno ospita una scalinata progettata dallo stesso Gabriel e sebbene la costruzione fosse iniziata nel 1772 fu terminata ufficialmente solo nel 1985 per mancanza di fondi.
Si dovette attendere la Restaurazione per vedere costruita l'ala simmetrica all'interno della cour royale, il Pavillon Dufour, cantierato ma mai terminato nel Settecento. Quest'ultima ala riprendeva perfettamente l'architettura dell'aile Gabriel.

## Galleria d'immagini

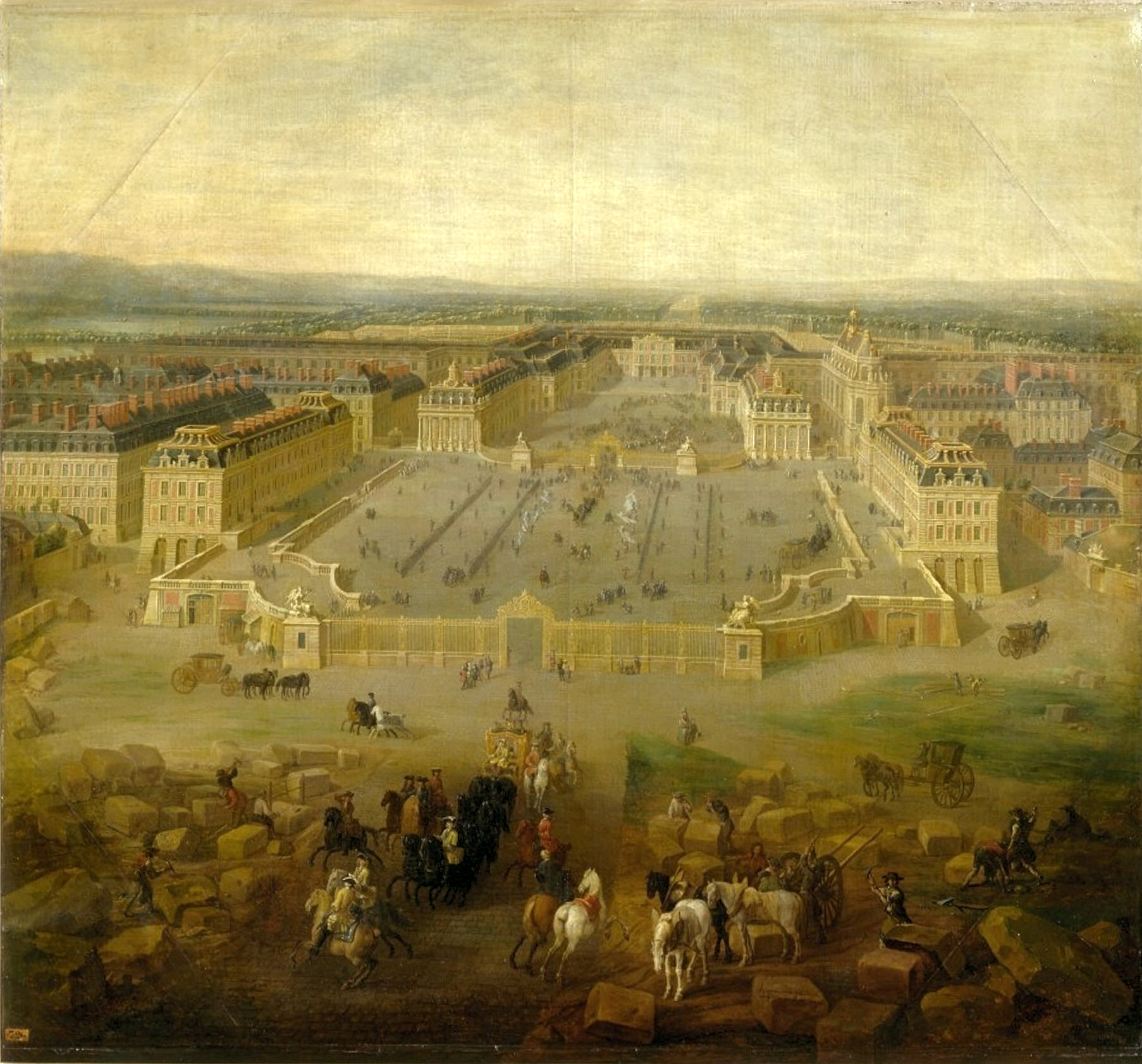
Veduta delle tre corti (d'honneur, royale e de marbre), verso il 1722, prima dei lavori di Gabriel
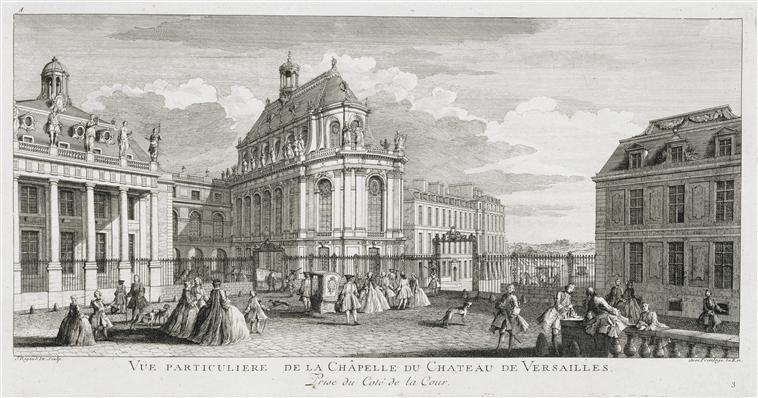
A sinistra, l'aile prima della sua trasformazione in stile neoclassico e la cappella reale al centro, verso il 1730.
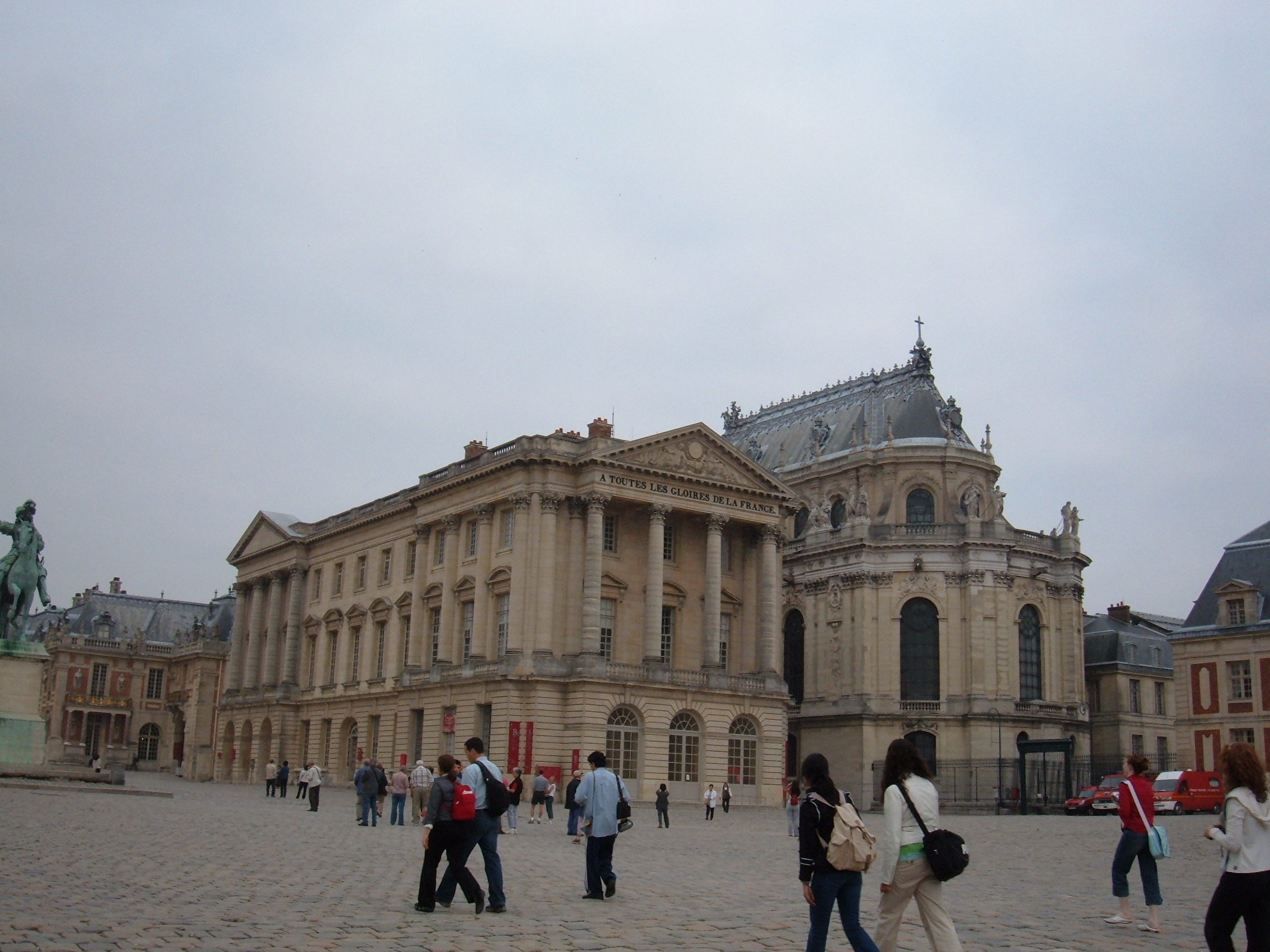
L'aile Gabriel e la cappella reale.
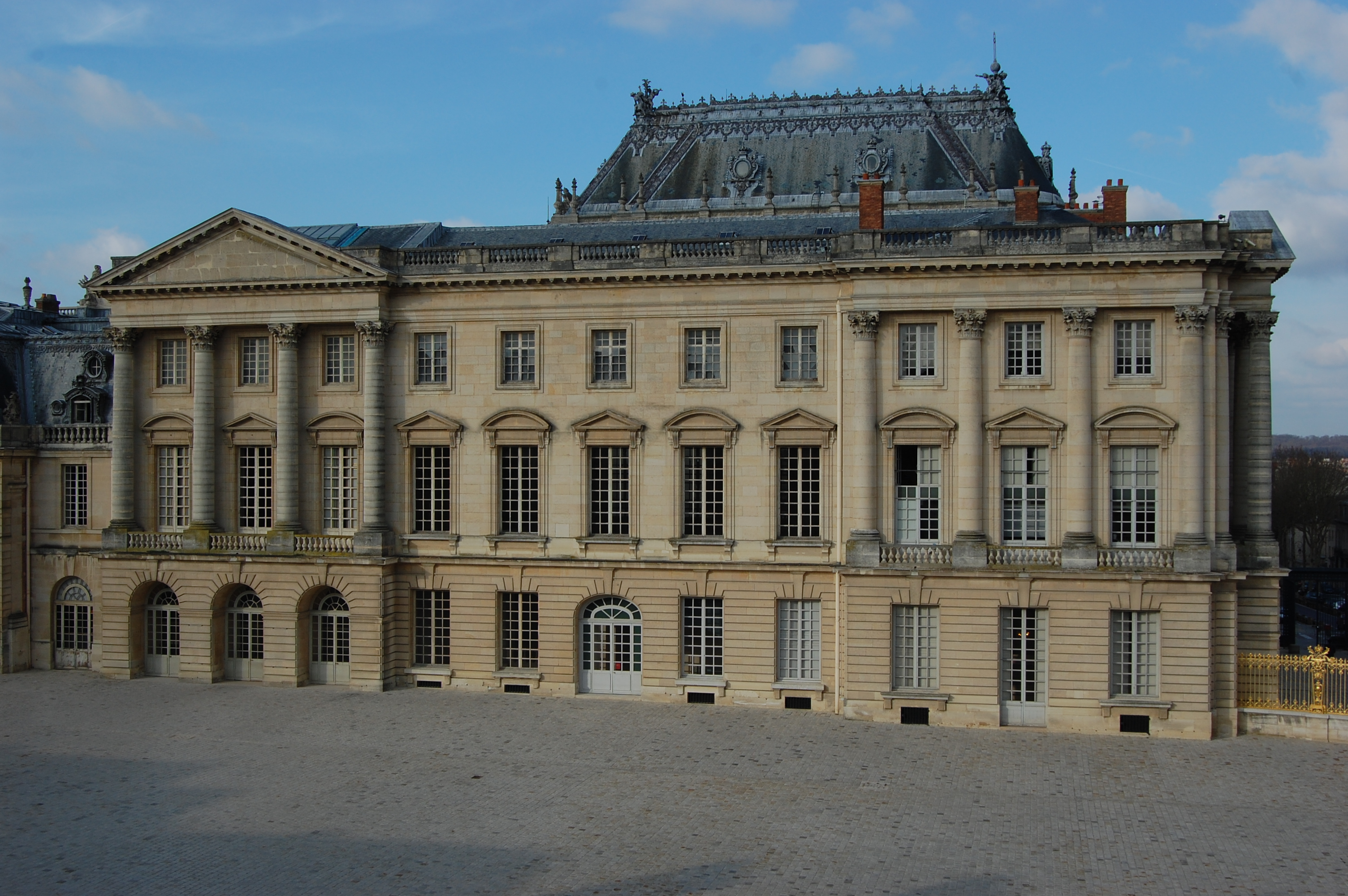
L'aile Gabriel vista dal pavillon Dufour.
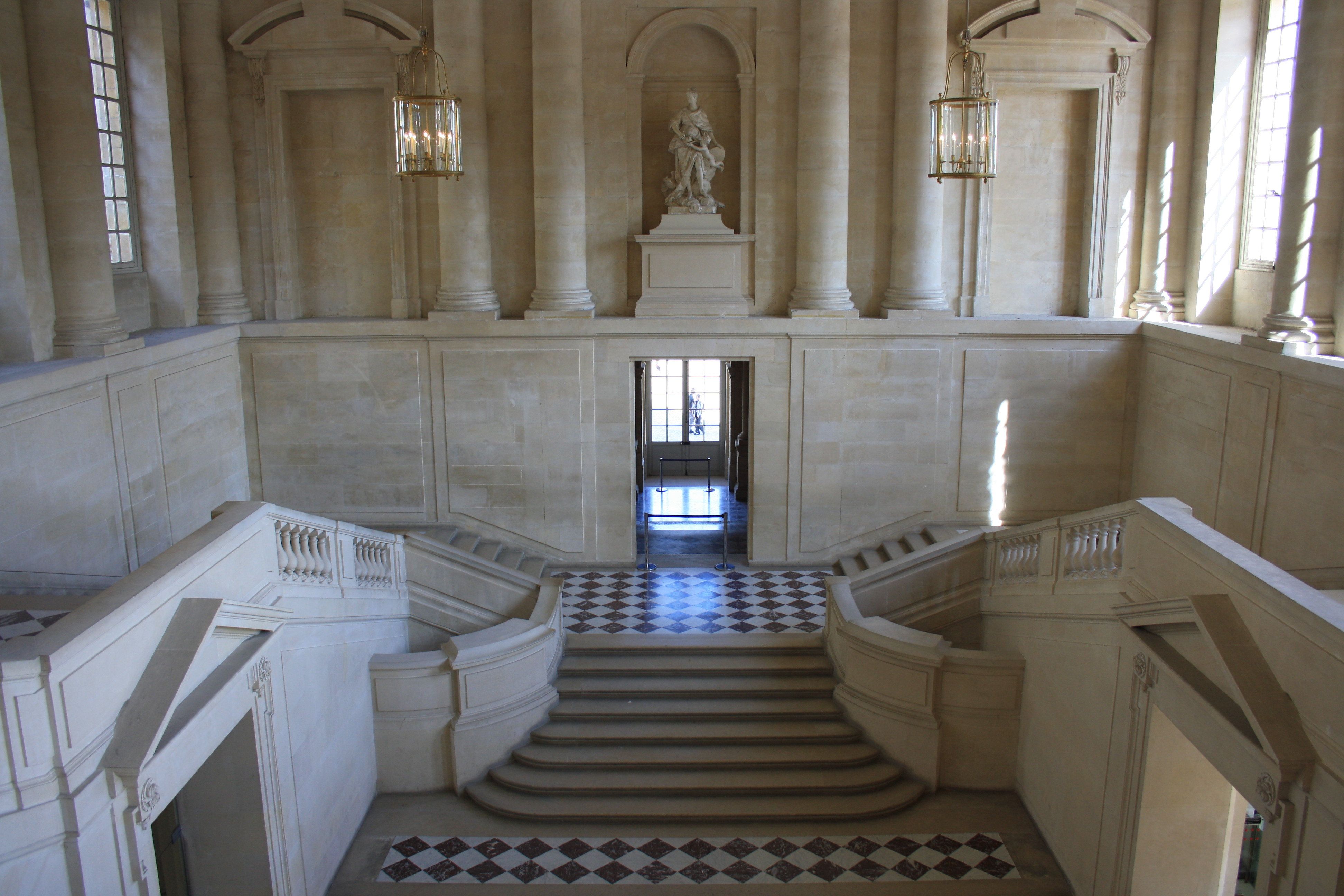
Scalone Gabriel, all'interno dell'ala del palazzo.